# Déli régió (Izland)
A Déli régió (izlandiul Suðurland, kiejtése: ˈsʏːðʏrˌlant) Izland nyolc régiójának egyike. Székhelye és legnagyobb városa Selfoss.
A legnépesebb önkormányzatok közé tartoznak még Árborg és Vestmannaeyjar.

## Fordítás
- Ez a szócikk részben vagy egészben  a   Suðurland című izlandi Wikipédia-szócikk ezen változatának fordításán alapul.  Az eredeti cikk szerkesztőit annak laptörténete sorolja fel. Ez a jelzés csupán a megfogalmazás eredetét és a szerzői jogokat jelzi, nem szolgál a cikkben szereplő információk forrásmegjelöléseként.
- Ez a szócikk részben vagy egészben  a   Southern Region (Iceland) című angol Wikipédia-szócikk ezen változatának fordításán alapul.  Az eredeti cikk szerkesztőit annak laptörténete sorolja fel. Ez a jelzés csupán a megfogalmazás eredetét és a szerzői jogokat jelzi, nem szolgál a cikkben szereplő információk forrásmegjelöléseként.